# Nybøl Herred

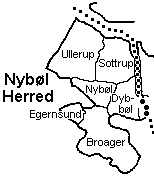
Nybøl Herred

Nybøl Herred was een herred in het voormalige Sønderborg Amt in Denemarken. De herred komt niet als zodanig voor in Kong Valdemars Jordebog. Net als de rest van Noord-Sleeswijk was het gebied tussen 1864 en 1920 Duits. In 1970 werd het deel van de nieuwe provincie Zuid-Jutland.
De herred omvatte oorspronkelijk vijf parochies. Egernsund werd later een zelfstandige parochie, eerder was het deel van Broager. 
- Broager
- Dybbøl
- Egernsund
- Nybøl
- Sottrup
- Ullerup